# 広告
広告（こうこく、英: advertising）とは、不特定多数の人々を対象に、商品・サービス・アイデアなどの存在を知らせ、人々の態度や行動に影響を与える目的で行うコミュニケーションのこと。ただし、皆が合意した定義は無い（後述）。
広報と対比されうる。

## 概要

### いくつもの定義 - 皆が合意する定義が無いという状況
「広告」という言葉を使う人の多くがその定義が定まっていると思っているようだが、実はそうではなく、皆が合意した広告の定義というのは存在しない。
広告は古代から行われている。→#歴史
もし定義するなら、その歴史も考慮して定義しなければならない。たとえば最近100年の広告にしか当てはまらないような定義文では使い物にならない。
現代では「広告の多くは広告媒体を通じて行われ、テレビコマーシャルやチラシの拡散といった、メディアを介した宣伝が広告（の代表）」などと見なされがちであるが、大衆社会では効果的な商品陳列から式典で鳩を放つといった象徴的行為まで、特定の事象を強調する存在は、媒介手段に因らず一定の文脈下では結果的に全て広告たり得る。そのため、広告とそうでないものを分類する基準は物質的なものではなく、宣伝する意図性の有無が基準となる。
最近の広告のイメージにひきずられて定義文を作成する人もいる。その場合でも、広告は常に変化しており、その変化に合わせて定義も修正され続けている。一例を挙げておくと、Richards & Curranは2002年に次のような定義文を使った。
繰り返すが、この定義に皆が合意しているわけではない。2020年にはKerr & Richardsが、広告の状況が変わったとして、それを少し変化させた定義文を使った。歴史を無視して最近の広告だけに当てはまる定義文を作成したりすると、定義文はそれくらい流動的になってしまうのである。
なお、現代のマーケティングや広告業界の人など広告関連の仕事で収入を得ている人は、paid（料金が支払われる）といったような言葉をやたらと定義文に入れたがるが、実際には、広告業者に料金が支払われなくても、たとえば広告をしたい人が自分自身で木の板などに文字や絵を描いて看板として自分が所有する店の店頭や農地の敷地などに掲げることなども、立派に広告である。広告業者に料金が支払われなければならないというわけではない。
アメリカ・マーケティング協会（en:American Marketing Association）が何年に採用した広告の定義では、広告であるためには以下の3条件が整っていなければならないと見なした。
1. 管理可能な広告媒体[要出典]（広告主が宣伝しようとする場合、新聞記事やテレビ番組に取り上げてもらう管理不可能なパブリシティと区別するためである[要出典]）
2. 非人的メッセージ[要出典]
3. 明示された広告主 (advertiser) が行う[要出典]

広告物（advertisement）は、紙や画像、映像、Webページ上の造形表現物のことであり、活動であるかどうか、社会に実際流されたものかどうか、といった点で、広告（advertising）とは、異なる概念である。一見、日本語の広告は英語の advertising と対応すると考えられがちであるが、ゆるキャラ、企業のパブリシティが記事や番組になったもの、冠イベント、ロゴマークをバックにした記者会見、自社サイトなど、英語の advertising や、その直訳のマーケティングの定義する広告には当てはまらないものが、日常使われる日本語の「広告」という言葉によって指し示されることが多い。日本語の広告が英語の advertising よりも意味が広く指し示すことが幅広いことに留意が必要である。
非人的メッセージという点においても、インスタグラマー等のインフルエンサーをどう捉えるか、現代の状況との間で議論の余地がある。
明示されていない広告主をもってプロパガンダとしたり、政治宣伝はプロパガンダ、アドバタイジングは商業広告と区別して扱う考え方もあるが、その区別は実は容易ではない。
広告はマーケティングの手段、一部分と捉える向きもあるが、マーケティングが企業活動として体系化して考えられてから100年ほどであるのに対して、広告の実践・歴史の方が明らかに長い。経済学の祖、アダムスミスの時代よりもウエッジウッドの新聞広告は古い。言いかえれば、近年において「広告は経済活動」と見なされることが多くなり、さらに20世紀に「マーケティング認識」がなされる。一方で「美学」「デザイン学」「コミュニケーション研究」等の広告認識もある。

### 機能、規制
広告には、企業の広告目的の遂行以外に、消費者または利用者の満足化、新しいモノや考え方・アイデアとの出会い、さらには社会的・経済的福祉の増大化などの機能がある。
企業の他に、非営利機関、個人などが広告主となる場合もある。
多くの人々の価値観に影響を与え、長期に社会的文化的な影響を与える場合もあり、また虚偽広告や誇大広告を行う不届き者も後を絶たないので、様々な規制を受けている。　→#広告の規制の節で解説。

## 歴史
古代エジプト
古代エジプト人はパピルスを使用してポスターと宣伝文句を作成していた。

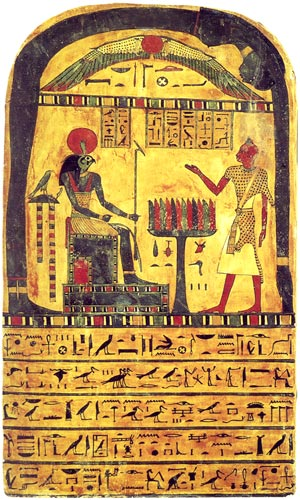
古代エジプトのステラ。木製のステラの例。

古代エジプトのステラ（ 石製なら石碑。木製のものもあったのでその場合は木板。en:Category:Ancient Egyptian stelasが参照可）は、縦型で、古いものは紀元前3100年頃のもので初期のヒエログリフが書かれており、古代エジプトのファラオや古代エジプトの宗教が作成したもので、オベリスクもステラの一種で、背の高くて先が細くなっているものである。王の評判を高めようとする意図、あるいはエジプトの神(en:Ancient Egyptian deities）の存在やその力を知らせようという意図で造られたステラやオベリスクは、広告の一種と見なしてよいだろう、とJef I. Richardsは指摘した。また紀元前2500年ころに建造されたギザのピラミッドやギザの大スフィンクスも、ファラオは神だというイメージを作り出して人々に強烈なインパクトを与えようとしており、いわば「セルフ・ブランディング」の一種だ、とスタルチェビッチは2015年の論文で指摘しており、一種の広告と言ってよい。おまけにギザのピラミッドやスフィンクスは、当時のファラオの広告だっただけでなく、今でも《 エジプトというブランド 》の中核的な存在であり、現代エジプトの広告の役割を果たしている。
古代中国
紀元前11世紀 - 紀元前7世紀頃の中国では、竹の笛で菓子を買う子供たちを呼んでいる様子が詩経に書かれている。
古代ローマ
古代ローマの広告はポンペイの遺跡に残っている。ポンペイはローマから南東に250キロメートルほどの場所、イタリア半島の南側に位置し、ローマの属州という位置づけでローマ式文化のもとで人々は生活していた。西暦79年のヴェスヴィオ山噴火とその火砕流でポンペイはタイムカプセルのようになり、当時をそのまま現代に伝えており、その中に広告も含まれる。古代ローマではガルムという調味料、魚醤の一種が人々に好まれていたが、ポンペイおよびその周辺でガルムを独占的に取引していたアウルス・ウンブリクス・スカウルスという名の商人の邸宅の床にはモザイク画で「最高のスカウルスさばガルム」「最高の魚ソース」「スカウルスの最高品質さばガルム」などの言葉が書かれており、これは自身で行った広告であり、商品プロモーションである。もっと多くの人の目にふれる広告は、商品の容器の表面で行われた。当時の液状の商品はアンフォラという壺に入れて取引されていたが、その表面に、略記ではあるが、LIQ、ANTIA、EXCと3語書いてあるものがある。これはそれぞれLIQUAMEN, ANTIATINUM, EXCELLENSの略記であり「ソース、アンチウム産、 高品質！」という意味である。興味深いことにアンチウム産という部分が強調してあり、当時アンチウムは高品質のガルムの産地として有名だったようで、それを強調しているようなのである。ガルムの壺の表記はいろいろあり、壺に「ガルム」とだけ表記して取引していた商人もあったので、上述の3語の表記のほうは広告だったことが分かる。
宿屋に表示された広告も残っている。宿屋の種類および主人の名あるいは特徴的なエンブレムを表示し、たとえば「Hospitium Sitii （シチウスのホテル）」などと表記し、続いて「こちらにホテルがございます。ベッド3台。いずれも快適」などと書き、飲食サービスについて「1 アスでワインが飲め、2アスなら上級ワインが、3アスならファレルナ・ワインが飲めます」などと書いてある。 「"ローマ方式"の食事」と書いている宿もある。
ポンペイの街には商店、たとえばパン屋、肉屋、ワイン屋、染め物屋なども並びそうした店の壁面にはパンやハムやワインやオリーブオイルなどの絵が描かれた。
ポンペイには政治的広告も残っている。古代ローマの住人にとって政治活動はかなり重要で、建物の壁面に政治的スローガンが書かれることもあったし、もっと直接的な表現の広告もあり、「豊かな国を造る善良な男、エルヴィオ・サビノを、何卒、何卒、選んでください。」などと書かれている政治広告もある。ライバルをこきおろす政治広告もある。
8世紀の日本
日本においては、養老律令（718年）の解説である令集解に、店舗毎に商品名を看板に明記する規定があったことが記載されており、これが日本最初の商業広告であったという説がある。
- 中国の宋朝に作られた歴史上初の広告銅版画版[12]
- ゑちご屋（三越の前身）のチラシ

江戸時代の江戸では引き札、現代でいうチラシやポスターが使われていたが、蔦屋重三郎が斬新な視覚的イメージや江戸っ子好みの洒落（しゃれ）の効いた遊び心に溢れた文言（コピー）などさまざまな手法を使い引札に革命を引き起こし、広告の効果を高めた。引札は大正期まで使われた。引札という形式はともかくとして、蔦谷重三郎の開発したさまざまな手法は、まるで"遺伝子"のように日本の広告業者に継承され、現代日本でも使われ続けている。
大手広告代理業で最古のものは1864年創業のジェイ・ウォルター・トンプソン（JWT）と言われている。

## 種類・分類
1990年代までは、屋外広告、新聞広告、雑誌広告、ダイレクトメール、ラジオ広告、テレビ広告、（それに加えて1990年代なかばから）インターネット広告など、媒体別に分類していたので、媒体別に分類することは今でも広告のオーソドックスな分類法ではある。
ただし、2010年代のスマートフォン普及で皆がインターネット環境を持ち歩くようになりネット広告のリーチ（到達数）や効果が大きくなり、その重要性が増しネット広告の種類を把握することが重要になってきているので、まずオンライン広告とそれ以外のオフライン広告に大きく分けておいて、オンライン広告を細かく分類しておいて、旧来型のオフライン広告のほうも分類する、という方法も一般的になってきている。 最近の若い人は、テレビをまったく視聴しない、本当に全くみない、という人も多く、その世代とさらに若い世代の全人口に対する割合が刻々と高くなってゆくことで状況が激変しつつあり、分類法もおのずと変わらざるを得ない。
有料メディア、所有メディア、獲得メディアという3分類法（トリプルメディア）
インターネットやSNSの一般化に伴い、従来からの「有料の媒体」といった視野では、マネジメントの対象としても、現象の理解としても、広告が捉えきれなくなってきた。そこで、従来の「支払ったメディア（ペイドメディア、paid media）」に加えて、自社の公式サイトや自社発信の投稿のSNS記事などの「所有するメディア（オウンドメディア、owned media）」、いわゆるクチコミである「獲得したメディア（アーンドメディア、earned media)」の3つのメディアを有機的に連携しマネジメントしたり、マーケティングコミュニケーションの基本として認識することが国際的に提唱されている。
その後、「獲得したメディア（アーンドメディア、earned media)」の中にも「マスメディア露出」と「消費者・生活者による口コミ・拡散」は2つに分けて考えるべきではないか、という考え方が出てきて、「消費者／生活者による口コミ・拡散」はShareされたメディアなので、Shared Mediaと呼べば、その頭文字4つをPESOと呼ぶことが広告業界で唱えられた。
このネット上のクチコミを踏まえたメディア認識の拡大は、インフルエンサーや投げ銭やリツイートする人々もまたメディアである、という広告の定義の現代化である。
コンテンツによる分類法
従来からの広告論が、その産業界の構造に準じて「広告メディア」（媒体）の分類から広告を理解しようとしていた。このページの項目建てもその流れにある。しかしながら、ネットの一般化によって、必ずしもメディアを中心に広告を分類、認識することが適切ではない場合も増えてきた。本質的に「広告コンテンツ」つまり「広告のメッセージ」と「演出要素」をこのページでも章立てしていく必要性がある。その場合の項目には「デザイン」「コピーライティング（キャッチコピー）」「動画」「画像」「デジタルコンテンツ」「タレント」「音楽（コマーシャルソング）」「その他の広告コンテンツ」「レコメンデーション機能」また「イベント」「スポンサード」などが考えられ、それらの知識を持つ者から適切に記述され、整理されることが期待されている。

## 世界の広告の産業規模
世界最大の広告大国はアメリカであり（総広告費は日本の4 - 5倍）、次いで日本である。イギリス、フランス、ドイツが続くが、総広告費は日本の半分である。文化大革命で抑えられていた中国は今急激に追い上げている。アメリカではGDPに対する総広告費の割合が2パーセントであり、国土の広さと使用言語の多さが日本の倍にしている。
多くの大学で広告が研究され、広告学部や広告学科なども存在する。
広告それ自体は、世界でそう変わるものではないが、広告関連企業は日本と世界で大きく異なり、いわゆるメガ・エージェンシーと呼ばれるもの（特に上位4つ）が非常に大きい位置を占めている。機能別に細かく分かれる大小さまざまな代理業が一つのグループを組んでいる。結果、巨大な企業グループが世界には存在することとなる。無数の代理業が集合して巨大グループとなる背景には、合併や統合が相次いでいたこと、「一業種一社制」という業界慣習（日本では機能していない）があることが背景と考えられる。つまり、ある代理業がある自動車会社をクライアントとしたなら、ライバル企業の広告には関われない。よって、規模の利益を追求すればグループ化、ということになるのである。

### 世界の主なメガ・エージェンシー（4大メガ・エージェンシー）
- WPPグループ (WPP Group)
- オムニコム・グループ (Omnicom Group)
- インターパブリック・グループ (Interpublic Group of Companies)
- ピュブリシス・グループ (Publicis)

2010年代、主要先進国ではインターネット広告が伝統的なマス広告の代表であるテレビ広告を、金額的に凌駕するレベルにまで成長・拡大した。この業界変化の中で、コンサルティング業界からのネット広告への参入が果たされた。伝統的にコンサルティング業界には「一業種一社制」という概念はないために、たとえば、アクセンチュアは同業の自動車、通信、金融などのグローバル広告主を複数扱っている。
つまり、現在の広告業界はネット広告の伸長によって異なる業界からの異なる論理を持っての参入が生じ、取引の構造やルールが激変し、この点でも未だ大きな変化の過渡期と認識する向きが多い。

### 日本国内の規模
第二次世界大戦中の広告費
大日本帝国では1942年に『広告税法』が施行されており、新聞、雑誌、書籍など出版物による広告には10%の広告税が課されていた。その他、立看板、掛看板、幟、旗、建植看板、野立看板、額面広告、チラシにもそれぞれ税率が定められていたので、広告費は当時の広告税の税収額から推測できる。ただし宗教法人や大蔵大臣から『公事に関する団体』の指定を受けた大政翼賛会など非課税とされていた団体もある。また国外では樺太、関東州、朝鮮、台湾にそれぞれ広告税法が施行されていた。
これらの法律は1946年、連合国軍占領下の日本で廃止された。
現代日本の広告費の統計
日本の広告費は、経済産業省の特定サービス産業動態統計や、電通の発表資料でみることができる。
2004年の広告費は、特定サービス産業動態統計では5兆4,684億円、電通資料では5兆8,571億円となっており、概ね5兆円後半程度と思われる（特定サービス産業動態統計は額ベースで全国の7割超の事業所をカバー。電通資料は自社取引に推計を加えたものとなっている。双方のカバー率及び推計に違いがあるため、値には差がある。一般的にニュース等で広告費として取り上げられるのは電通資料の値）。傾向として、主要四媒体広告（テレビ、新聞、雑誌、ラジオ）はテレビ以外は低迷、その他の広告では、インターネット広告（サーチエンジン連動型広告）が大きく伸び、2019年ついにテレビ広告を抜いたことがあげられる。
GoogleやFacebook等のSNSが、個人商店や小規模の事業にとって簡単に広告可能なメディアとなり、いわゆる「日本の広告費」の範囲外となる部分が大きく認識されるようになってきた。Googleに限ってみても、親会社アルファベットの売り上げには中華人民共和国での活動がないから、世界のGDP比で考えても1兆円前後の売り上げをGoogleは日本で上げていることになる。これは上記のインターネット広告推計値の「外数」であると考えるべきこととなる。
企業によっては年間1,000億円以上の広告宣伝費を支出しており、特に自動車メーカー、トイレタリー、大規模小売業チェーン、医薬品などの広告宣伝費は大きい。
2020年代に入ると、新型コロナウイルスや韓国・K-POPなどといった「推し活」の流行により、企業からの広告出稿が減少する代わりに個人によるアイドルグループなどを応援する「応援広告」が首都圏や関西圏の駅構内を中心に急増。ジェイアール東日本企画によると、応援広告のポテンシャルの市場規模は2023年度で推計377億円としており、これは屋外・交通広告費の約1割を占めるとしている。

## 広告媒体

### 屋外広告
屋外広告は常時または一定期間、屋外で公衆に表示される看板類をいう。屋外広告物法、建築基準法、道路交通法や条例などにより制限がある。交通広告やバスシェルター (Street Furniture)、POP広告などを含めた媒体をOOH media (w:Out-of-home advertising)という。屋外広告の効果測定指標として、「DEC (Daily Effective Circulation) =1日の有効通行量」やVAI（Visibility Adjusted Indices）、EOI（Eyes On Impressions）といった「視認者推定モデル」があり、イギリスでは業界団体の「POSTAR」、アメリカではTAB (Traffic Audit Bureau) が策定、管理している。その他に「ショーイング」という媒体購入指標がある。これは、アメリカのように同時に何十基、何百基ものポスターボードをネットワーク掲出している場合の広告取引指標で、居住者1ヶ月の接触率であり、居住者全員への接触を狙えば100ショウーイング、半分を狙えば50ショーイングという。日本のポスターボードは単体で取引される場合が殆どである。
屋外広告の種類
- 大型映像ボード : 電光掲示板とも呼ばれ、その多くはLEDによる大画面ビジョンである。
- デジタルサイネージ : デジタル映像パネルで、駅構内やショッピングモールなどに設置されている。
- 電柱広告 : コミュニティの情報源になる。特に住所を知るのに便利。
- 消火栓広告:公道上に掲出できる数少ない広告。消火栓標識の下が広告スペースとなっており、防災活動への協賛で地元へのイメージアップにつながる。
- リトファスゾイレ ： 広告掲出専用の柱を街中に建てる。
- ネオンサイン (Spectaculars) : 繁華街のビルの屋上や壁面などに設置されている。
- ビルボード (billboard) : 都市部のビルやマンションなどの屋上や壁面に設置された大型の看板をいう。近年のデジタル技術の利用によって、複数のボードを組み合わせてシンクロ、連動させるもの、3D（立体映像）を生成させるもの、カメラでリアルタイムに歩道上の人を写してそれを映すもの、など多様な使われ方の事例がある。
- ポスターボード (Poster Panels) : 主に街路に設ける看板のこと。アメリカでは1本のポールで支える30シートポスターと8シートポスター、大型のペイントブレティンなどがある。野立て看板は鉄道や幹線道路沿線の田畑に設置されるもの、駅構内に設置されているものは交通広告に入る。
- 野球場、サッカー場などの施設広告はOOHになる。

### 交通広告
交通広告 (Transit Advertising) とは列車・バスの車内外、航空機・船舶など公共交通機関に掲出される広告を言う。日本では駅・空港・バス停など公共交通機関の付帯施設に掲出されるものも含めて交通広告という場合が多い。日本やスイスのように鉄道網が発達している国ではこの比率が高い。
- 鉄道駅、空港、桟橋など交通施設、敷地での掲示
- 車両内中吊（吊り広告）、広告枠への掲示（鉄道車両、バス、タクシー）。
- 広告貸切列車：ADトレイン、GreenBox、TOQ-BOXなど。
- 電車車内の液晶ディスプレーで映される広告。
- ラッピング広告（ラッピング車両）：バスや電車の車体、飛行機の機体外部の全てまたは一部を利用した広告。
- トラック広告：トラックの荷台部分に看板を載せ、宣伝内容や音楽を流しながら人の集まる場所で宣伝活動をする媒体。
- 静止ホイール
- 乗車券、搭乗券への広告
- 沿線誌、機内誌
- 駅（停留所）の案内放送
- 駅周辺案内図への広告：駅構内等に設置されている周辺案内図への広告。集合広告。ナビタなど。

### 動く媒体
- チンドン屋、人間広告塔（サンドイッチマンなど）
- 聖火ランナーオリンピック大会への多くの人の関心を喚起し、気分を盛り上げる事前告知（ティーザー）的な広告である。
- ヘリ・飛行船広告
- スカイバナー広告：ヘリコプターから旗状の広告をつり下げて飛行するもの。1994年にニュージーランドのスカイバナーズ社が開発。日本においては2001年夏期にコニカが神奈川県の横浜港で実施。軽飛行機の後部に吊り下げ、飛行中は水平に表示されるものもある。
- スカイライティング (skywriting)：飛行機雲を利用してメッセージを空に描く。日本においては1989年と2005年の夏期に大塚製薬がポカリスエットの広告を実施。
- 自動車や小型飛行機から拡声器を使った連呼。
- アドボード・カー、アドボード・バイク：トラックやオートバイを改造して、荷台の部分に大型の広告スペースを設置した車両（宣伝カー）を、人通りの多い繁華街に走らせる。
- アドバルーン
- ドローン精密なドローン位置のコントロールにより、数百の光源の付いたドローンを夜間、空中に飛ばしてカタチを生成する。東京2020オリンピックの開閉会イベント時に使用された。

### その他のSP関連媒体
- POP広告：主に小売業の店頭プロモーションとして使用される販促ツール。
- ダイレクトメール：直接広告チラシを郵送したもの。
- 新聞折込広告：直接広告チラシを新聞に折り込んで配達するもの。
- ポスティング：直接広告チラシを郵便受けへの投入するもの。
- チラシラック：鉄道駅やファミリーレストランなどのに設置し、直接広告チラシを入れておくもの。
- フリーペーパー：駅や美容院等で無料配布する新聞や雑誌。
- その他の直接広告：チラシやポケットティッシュなどを街頭配布するもの。
- 電話帳広告
- 特殊広告 (Specialty advertising)：粗品やノベルティグッズの配布
- 映画館・スライド広告：映画館や博覧会・展示会場などで上映する映画やスライドによる広告。
- エコーはがき：広告入り官製はがき
- 公衆電話・携帯電話などで音声による広告聴取により無料通話させるもの
- ゲーム内広告 家庭用TVゲームやPCゲームの作品に広告を出すもの。例としてSEGAの『クレイジータクシー』にはタワーレコードやケンタッキーなどといった企業広告がゲーム内に登場していた。
- ペイパーコール
- アドバゲーム：ゲーム内広告
- ブログパーツ
- 紙袋：もともとは百貨店が先駆けであるが、高級ファッションブランドや有名小売店の場合、１つ数百円ともいわれる何度も使え、大きくロゴマークの入った丈夫な紙袋が、購入客には基本的に無料で渡される。
- レジ袋：どこで購入したのかわかるようになっている。
- 傘：初期の三井越後屋や大丸などの百貨店では傘のレンタルが行われており、それらに店の広告が書かれていた。貸した客の住所姓名などを書いて管理する店もあった。

### ダイレクトメール・広告
DM広告、あて名広告等ともいわれる。
郵便物によるキャンペーンは1830年代から行われており、最初のダイレクトメール代理店が開業したのは1921年である。
個人名を特定して個人宛に郵便、メール便、FAX、電子メール 等を通じて広告が送付・送信される。地域・性別・年齢・職業・趣味などの属性に従って特定個人に広告訴求でき、テレビ・ラジオなどの放送日、新聞・雑誌の発行日などに左右されず広告主の都合により広告が実施できるという特徴がある。ダイレクト・メール広告の送信にあたっては効果的に行うため広告訴求対象リストが作成されている。20世紀に確立したメールとそのマネジメントの仕組みを「ダイレクトマーケティング」と呼ぶが、その骨子は一対一（英語ではワン・トゥ・ワン）のコミュニケーションによる行動誘発の統計的・通時的なマネジメントである。インターネットの一般化により、ターゲットの購買行動をオンラインで即時に促す（俗に言う「刈り取り型」、CTA広告：コール・トゥ・アクション、行動誘発型広告）広告が盛んになり、21世紀のB2Cの隆盛につながったが、これは「ダイレクトマーケティング」のネット適用である。

### ラジオ
ラジオCMを参照

### テレビ放送類

#### 地上波放送
テレビCMを参照

#### ニューメディア
広告関連の統計では地上波テレビから区分され、「ニューメディア」という項目になっている。1999年に媒体別広告費でインターネット広告に抜かれた。
- CSデジタル放送、BSデジタル放送
- ケーブルテレビ

テレビ関連の他の媒体
テレビ受像機と外部接続を行う、ホームターミナルあるいはセットトップボックス（STB）はブロードバンドサービスとの接続で、広告を含めたコンテンツを展開していた。その後サブスクリプション（定額支払い・見放題）サービス、クラウド、オンデマンド視聴などが可能となり、動画配信サービスが世界的に一般化し、それらの中にも広告が表示され、動画広告も配信されている。

### インターネット広告（ウェブ広告
インターネットも英語では（広告の）ニューメディアであるが、カタカナ日本語ではそうではないのでインターネット広告は分けて以下に掲げる。
- ウェブサイトのディスプレイ広告：成功報酬型広告、クリック報酬型広告など
- 検索エンジンによる検索連動型広告
- メール広告、メーリングリスト広告
- ブログパーツによる広告
- SNS内のインフィード広告
- 送り手自身のオウンドメディア内の記事、コンテンツ
- 各種のアドテクノロジーを使ったターゲティング広告
- SNS内やニュースサイト内の口コミ広告、あるいはユーチューバー、インスタグラマーやティックトッカーなどのインフルエンサー（ペイドメディア）
- リツイートやシェアなどのバイラル広告

### ネーミングとロゴマーク
マーケティング研究や経営学、また会計学ではブランド論が1990年代以降大きく発展したが、その基底には、そもそもどのような言葉を企業や商品に名付けるのか、という1980年代以前からの「ネーミング」という実践領域があった。加えて、コーポレートアイデンティティが実践領域となるとそのデザインも含めて、従来からのロゴマークと呼ばれた作業領域も拡大した。いずれもその意図、効果から見て広義には広告である。

### ネーミングライツ（命名権）
21世紀になって、官公庁所有施設・鉄道（駅名）・競技場など、多くの人に知られたり利用される施設の命名権を販売・取得する行為が一般に観察されるようになった。これらの行為は、その意図・行動・効果などの面からまさしく広告と言える。

### スポンサーシップ
ネーミングライツは、1950年代以降の民放テレビ放送の「番組スポンサー」の拡大版と解される。むろん、権力者や富裕層の文化支援（パトロン、メセナ）は、洋の東西を問わず歴史的に存在する。日本における皇室の伝統工芸作家への発注も文化支援であるし、文化・スポーツに対するスポンサードやサポートはその現代版と言える。ただ、広告から見れば、冠イベントの類、プロスポーツのユニフォーム、ゴルフの大会などのスポンサーシップは、民放ビジネス、あるいは「特番セールス」という広告（発想と取引）の拡大であり派生である。

## 有料広告の取引の仕組み
有料広告の場合、広告を出そうか検討している人が、"広告主"となり、最終的に接触する多数の人を持つ「媒体社」（たとえば地域のミニコミ誌、大手雑誌出版社（パブリッシャー）、新聞社、ラジオ局やテレビ局などの放送事業者、さらにはグーグルなどのインターネットメディア）から、スペースや時間枠、あるいはより一般的には広告チャンスを購入し、メディア特性に合わせて制作した「広告メッセージ」を出稿・配信し、「公衆（特定不特定は関係ない）」あるいは受け手（オーディエンス）に伝達する、という方法がある。その行為の対価として広告主は、「媒体社」等の組織、企業に広告費を支払う。
広告主となる企業が数多く、「媒体社」も種類が多く、適切な広告活動は難しいことがあるため、広告主とメディア双方から手続きの権限を委ねられ、仲立ちをすることから発生したのが広告代理業である。
ただし21世紀に一般化したグーグルの「検索連動型広告」も「内容連動型広告」も、ソーシャルネットワークサービスやLINEなどに挿入されるアプリの中の「記事体広告」も、従来からの説明では充分に記述で来ていない。しかしこれらは「広告収益を基本とするビジネスモデル」の世界的な「巨大企業」を成立させ、20世紀までの「広告取引の仕組み」とは異なる論理で広告展開がなされているといえる。
また、アフィリエイトと呼ばれるネット広告の仕組みでは、ブログの書き手である一般の個人が広告収入を得る。これは従来の受け手が媒体を保有し、事業にしていることになり、従来の説明をあてはめにくい。
ネット広告においては、2010年ごろからこれらの取引や発信をネットワーク化、自動化、リアルタイム化することが始まり、広告主自らがデータマネジメントシステムをもとに広告を配信できる一方で、従来からの説明にない中間業者も多数生まれ、戦略コンサル、ITコンサル等の他業界からの参入も増え、業界、取引の構造が激変し未だ新たな秩序形成に向かう過渡期と認識する向きが多い。
このような変化の状況下、いまだ「現在の広告業界を俯瞰的に説明する枠組み」はできていない。

## 複数のメディアを経営するクロスオーナーシップという問題
日本の五大テレビ局は、大手のラジオ局・新聞社・出版社も経営するということ、つまり複数の媒体を経営することを行っている。これをクロスオーナーシップと言う。国際連合は2017年に法学者ディビッド・ケイを指名して特別調査を行い、日本市場でのクロスオーバーシップが、情報市場への参加者数を制限していることを指摘した（『言論及び表現の自由の権利の促進・保護」に関する特別報告者訪日報告書』。
マスコミ4大媒体と言うと次を指すが、それら種類の異なる4大媒体を経営する企業グループがあることが、健全な競争や健全な参入の妨げになっている、と指摘しているのである。
- 新聞広告（効果指標：日本ABC協会公査による発行部数、注目率）
- 雑誌広告（発行部数）、思想誌、論文誌・会誌等広告（顧客属性）
- ラジオ広告（聴取率）
- テレビ広告（効果指標：セッツ・イン・ユース、視聴率、GRP）

## 広告の規制
広告の内容については、不当景品類及び不当表示防止法（景品表示法）や医薬品医療機器等法などの法令、業界の公正競争規約などで規制されるほか、各メディアで独自の広告掲載基準を持っており、表現が基準に合わない場合には修正を要請されたり、場合によっては掲載を拒否されることもある。しかし、掲載基準の運用は全体的に甘いため、誇大表現の広告が後を絶たず、特に不動産業や貸金業（中でもスポーツ新聞や夕刊紙などで広告している、トイチと呼ばれる登録間もないサラ金業者）など社会問題を引き起こしている業種も存在する。そのほか、屋外広告物法のような規制も存在する。
また「広告」とは分からないような記事、あるいは明示しないコンテンツを装う「ステルスマーケティング」は、WOMマーケティング協議会（WOMJ）が2009年頃から自主規制し、消費者庁は2011年頃から不適切な広告実践として違法化している。成功報酬型広告（アフィリエイト）についても不適切な実践が多い。

### 業種に対する規制
上述のとおり第二次世界大戦中は広告税が存在したが内容についての規制ではなかった。
現代の日本では、法令や自主基準などによる、特定の業種に対する広告の規制もある。医療機関、医業等（病院・診療所など）の広告は医療法第69条で規制されてきたが（診療科目や診療時間・休診日、住所、電話番号、地図程度しか出せなかった）、2001年に規制が一部緩和された（医師名、所属学会、ホームページURLなど）。
弁護士や法律事務所の広告も、統括組織である日本弁護士連合会（日弁連）の方針で規制されていたが、2000年10月より撤廃された。主に債務整理、破産手続等を担当する法律事務所を中心に、一般に対する広告が目立つようになった。かつては銀行など個々の金融機関の広告も規制されていたが、撤廃されている。
一方、タバコの広告は、1990年代以降、財務省令などで規制が強化された。法規制ではない自主規制では、アルコール飲料（酒類）や貸金業などの広告がある。特に貸金業の広告は、一般紙や放送メディアでは条件が厳しくなっているか、断られる場合も多い。

## 広告に関する学問、学会、学者、学科
広告を学問として研究し教育している広告学や広告論があり、欧米やアジア諸国では大学に「広告学部」や「広告学科」が、また、大学院に「広告研究科」が置かれ、広告論やマーケティング・コミュニケーション論、広告媒体論、広告クリエイティブ論、広告心理学、広告調査論（効果測定）などを体系的に研究・教育を行っている。
アメリカでは1901年にノースウェスタン大学でW.D.スコット博士が「広告心理学」の講座を開講し、その後「広告学科」が設置され、今日15以上の大学に広告学科があり、10以上の大学に広告専攻の大学院博士課程がある。中国では1983年に最初の広告学科がアモイ大学に置かれ、1993年に大学院に広告専攻が出来、今日北京大学をはじめ200以上の大学に広告学部や広告学科があり、広告の研究が盛んである。台湾では7以上の大学に広告関連学科があり、2以上の大学院に広告専攻が置かれている。韓国では30以上の大学に置かれている。ヨーロッパではドイツのベルリン大学に1921年に広告学科が出来、多くの大学に広告学科が置かれている。日本では1921年（大正10年）に明治大学で広告論の講座が開設され、今日2,100以上の広告関連講座数があるが、広告学部や広告学科はない。

### 学会
- American Academy of Advertising（短縮表記 : AAA） -1958年創立。広告に関する世界的な学会。会員数600名超。学術雑誌を発行し、全世界各地から参加者が集うカンファレンスを毎年主催している。

- 日本広告学会（会長:石崎徹、専修大学）は、日本国内の、広告やマーケティング・コミュニケーションを研究する学者や実業界の研究者、研究関心のある人の集まりで、1969年に創立し、2019年で50周年となった。本部事務所は現在早稲田大学内にあり、全国大会を年に一度、クリエーティブフォーラムと呼ばれるイベントを同じく年一回、その他地域部会、デジタルシフト研究部会など活発な学会活動を開催している。会員数は620名前後で法人会員が30社前後である。「広告科学」というレフェリー制の学会誌を年2回発行行している。

### 広告研究者

#### 日本
| - 小林太三郎（早稲田大学商学部名誉教授） - 小島外弘（同志社大学名誉教授 元愛知学院大学教授） - 室井鐵衛（元宣伝会議会長、元東京国際大学教授） - 石川弘義（元成城大学名誉教授） - 大石準一（関西大学名誉教授） - 山中正剛（元成城大学名誉教授） - 須藤春夫（法政大学名誉教授） - 清水公一（元城西大学経営学部教授。商学修士(早稲田大学)。専攻は広告論。「共生マーケティング」「7Cs COMPASS MODEL」等の独自の理論を提唱） - 亀井昭宏（早稲田大学名誉教授、専攻：広告論、マーケティング・コミュニケーション論） - 川上宏（成城大学教授） - 木地節郎（元同志社大学教授） - 小林保彦（青山学院大学経営学部名誉教授） - 田内幸一（一橋大学名誉教授） - 清水猛（慶応義塾大学名誉教授） - 菅原正博（国際ファッション専門職大学教授） - 村田昭治（慶応義塾大学名誉教授） - 堀田一善（慶応義塾大学名誉教授） - 梶山皓（獨協大学元学長） - 疋田聰（東洋大学経営学部名誉教授、広告論、コトラー研究） - 大友純（明治大学商学部教授） - 真鍋一史（関西学院大学社会学部名誉教授） - 岸志津江（東京経済大学経営学部教授） - 岡本慶一（元東京富士大学経営学部教授） - 田中洋（中央大学ビジネススクール名誉教授） - 水野由多加（関西大学社会学部教授） - 高桑末秀（元協和広告） - 渋谷重光（元神奈川大学教授） - 八巻俊雄（東京経済大学名誉教授） - 山川浩二（元尚美学園短期大学教授） - 植條則夫（関西大学社会学部名誉教授） - 嶋村和恵（早稲田大学商学学術院教授） - 中農晶三（関西大学社会学部名誉教授） - 中山勝己（松山大学経営学部教授） | - 松井陽通（茨城大学人文学部教授） - 石崎徹（経営学者）（専修大学経営学部教授） - 小泉眞人（東海大学文化社会学部教授） - 妹尾俊之（作家：西秋生、元近畿大学経営学部教授） - 仁科貞文（青山学院大学名誉教授） - 佐藤達郎（多摩美術大学教授） - 中川静（元神戸高等商業学校教授・萬年社取締役） - 中井幸一（日本大学芸術学部教授） - 梶祐輔（日本デザインセンター） - 西尾忠久（コピーライター） - 新田宇一郎（元よみうりテレビ代表取締役副社長・元日本ABC協会専務理事） - 佐藤雅彦（東京藝術大学教授） - 田口敦子（多摩美術大学教授） - 丸岡吉人（跡見学園女子大学教授） - 青木貞茂（法政大学社会学部教授） - 牧野圭子（成城大学文芸学部教授） - 長尾治助（元立命館大学法学部教授） - 櫻井圀郎（東京基督教大学教授） - 梁瀬和男（愛知学泉大学教授） - 津金沢聡広（関西学院大学名誉教授） - 山本武利（一橋大学名誉教授、早稲田大学名誉教授、近代日本メディア史、インテリジェンス史、プロパガンダ） - 難波功士（関西学院大学社会学部教授、メディア社会学、メディア史） - 佐藤卓己（京都大学大学院教育学研究科教授、歴史社会学、メディア論） - 高野光平（茨城大学人文社会科学部教授） - 山本明 (社会学者)（同志社大学元教授） - 天野祐吉（コラムニスト、著述家、編集者） |

## 主な広告代理店

### 世界の主なメガ・エージェンシー（4大メガ・エージェンシー）
- WPPグループ (WPP Group)
- オムニコム・グループ (Omnicom Group)
- インターパブリック・グループ (Interpublic Group of Companies)
- ピュブリシス・グループ (Publicis)

### 日本国内の主な広告代理業
国内資本系広告代理業
- 電通グループ……（東証プライム：証券コード 4324）
- 博報堂DYホールディングス…（東証プライム：証券コード 2433）
- サイバーエージェント…（東証プライム：証券コード 4751）
- ADKホールディングス
- デジタルホールディングス…（東証プライム：証券コード 2389）
- アドウェイズ…（東証プライム：証券コード 2489）
- GMOアドパートナーズ…（東証スタンダード：証券コード 4784）
- 東急エージェンシー
- ジェイアール東日本企画
- NTTアド
- トヨタ・コニック・プロ

日本国内の外資系広告代理業
- JWT（ジェイ・ウォルター・トンプソン）
- Ogilvy&Mather Japan（オグルヴィ・アンド・メイザー・ジャパン）
- TBWA\HAKUHODO（ティービーダブリューエーハクホウドウ）
- Wieden+Kennedy Tokyo（ワイデンアンドケネディトウキョウ）
- I&S BBDO（アイアンドエス・ビービーディオー）
- GREY group（グレイワールドワイド）
- McCann Erickson（マッキャンエリクソン）
- Beacon Communications（ビーコン・コミュニケーションズ）
- Euro RSCG（ユーロアールエスシージー）
- FCB（フート・コーン・ベルディング）
- Fallon（ファロン）
- BBH（ビービーエイチ）
- DDB Japan（ディーディービージャパン）
- GroupM Japan（グループエム・ジャパン）